# 芳樟醇
芳樟醇（Linalool），学名3,7-二甲基-1,6-辛二烯-3-醇，是一种无环单萜醇。

## 物理性质
芳樟醇是无色油状液体，具有铃兰香气，无樟脑和萜烯气味。不溶于水，能与乙醇、乙醚混溶。
芳樟醇分子中有一个不对称碳原子，因此具有旋光异构现象，即有左旋芳樟醇和右旋芳樟醇两种。自然界中两种异构体都存在，不同来源的芳樟醇具有不同的旋光性。

## 制取
可以用芳油、芳樟油、玫瑰木油、伽罗木油等精油作为原料，经分馏得到，也可以通过化学法合成。目前以松节油合成芳樟醇主要有两种路线：
1、β-蒎烯高温裂解为月桂烯，然后经盐酸化、酯化、皂化等步骤制成芳樟醇。其他通过此法生成的醇还有橙花醇、香叶醇、月桂醇及松油醇等。此法产率比较高。
2、α-蒎烯氢化至蒎烷，然后氧化为蒎烷氢过氧化物，再还原为蒎烷醇，最后经热解制芳樟醇。

## 历史
1919年，拉沃斯拉夫·鲁日奇卡和 V. Fornasir 利用甲基庚烯酮与乙炔加成为炔醇，再部分氢化，首先得到芳樟醇：

## 用途
芳樟醇是重要的香料，用于花香型香精、香水、香皂和芳香工业等。此外，还可用作制药工业中的中间体。用作维生素E和异植醇的合成前体。据估计2000年世界芳樟醇总产量约12,000吨。

## 化学性质
- 发生催化氢化，生成四氢芳樟醇：

- 在酸性介质中异构化为香叶醇（下图）。也会产生橙花醇和松油醇。

- 用不同的有机酸或酸酐进行酯化后可得到相应的芳樟醇酯类化合物。芳樟醇酯大多具有优美而愉快的香气，在香精中有广泛的应用。例如下图所示的乙酸芳樟酯：